# Hosangadi
Hosangadi (Hassangadi, nou basar, en kanarès) o Haidargarh és un pas del districte de South Kanara a la ruta entre Bednur i la Costa Malabar. Fou especialment utilitzat durant les campanyes de Tipu Sultan a la segona meitat del segle xviii.